# Festival de théâtre
Un festival de théâtre est une manifestation artistique périodique pouvant se dérouler sur plusieurs jours. Les festivals de théâtre se sont développés au milieu du XXe siècle.
Parmi les premiers types de festival, ils se développent surtout à partir du milieu XXe siècle pour favoriser divers types de spectacles ou rendre populaires les grands auteurs. On trouve ce type de manifestation périodique partout dans le monde, comme en Amérique du Nord et du Sud, en Europe ou en Asie.

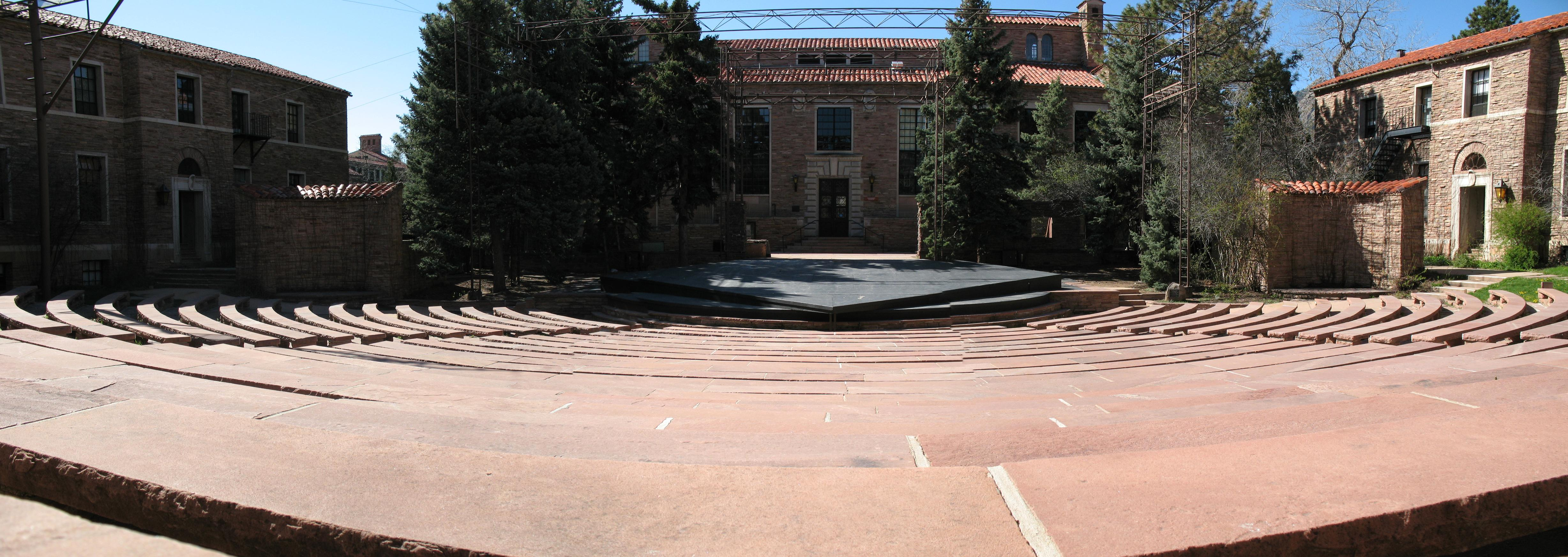
Shakespeare Festivals.

## Histoire et évolution
Les festivals de théâtre sont parmi les premiers types de festival. Le théâtre grec antique était associé aux cérémonies religieuses consacrées à Dionysos (les Dionysies). Les mystères médiévaux étaient jouées aux principales fêtes chrétiennes. Les représentations théâtrales quotidiennes font partie d'un phénomène relativement récent.
Les festivals de théâtre se développent dans le monde à partir des années 1950, sous la forme de manifestations périodiques,. Ainsi, aux États-Unis un festival voit le jour à Ashland en 1935, puis en France à Avignon en 1947, au Canada à Stratford et au Royaume-Uni à Édimbourg cette même année, en Irlande à Dublin en 1957, en Belgique à Liège en 1958, en Australie à Adélaïde en 1960, etc.
Pendant le XXe siècle de nombreux festivals de théâtre ont été organisés pour favoriser divers types de spectacles ou rendre populaires les grands auteurs classiques. En marge de beaucoup de festivals, des représentations non officielles sont présentées dans des « festivals off » pour promouvoir des dramaturges et interprètes alternatifs ou permettre à des débutants de tenter leur chance.

## Festivals de théâtre en France
En France, le premier festival d'art dramatique voit le jour en 1869, dans le cadre du théâtre antique d'Orange. Dans les années 1950 les festivals de théâtre se développent en France, pour atteindre un maximum entre 1970 et 1990. En 1947, le comédien et metteur en scène Jean Vilar créé le Festival d'Avignon qui deviendra très rapidement un des plus importants au monde. Suivi en 1950 par le Festival d'Anjou et en 1952 par le Festival de Sarlat.
Au début des années 2000, on dénombre 58 festivals des arts de la scène.

### Auvergne-Rhône-Alpes
En région Auvergne-Rhône-Alpes un festival pluridisciplinaire est créé en 1946 à Lyon, les Nuits de Fourvière, puis plusieurs festivals de théâtre voient le jour dans les années 1980.
- Les Rencontres théâtrales de Lyon ou Reuteuleu (Vaulx-en-Velin) est un festival d'art de la scène organisé par les étudiants de l'ENTPE, créé en 1990, 2025 à marqué la 35e édition. Le festival invite aussi des groupes de musique et conçoit une œuvre monumentale de 500m2 de moquette artistique[7].
- Le Festival national de théâtre contemporain amateur (Châtillon-sur-Chalaronne, Ain) est festival de théâtre et de lectures théâtralisées créé en 1987 dont 2015 en a été le 29e édition. Il accueille également un forum d'auteurs, spectateurs et comédiens[8].

- Le Festival international de théâtre de rue d'Aurillac (Cantal) est une manifestation créée en 1986 avec pour objectif de développer une relation directe avec un public populaire[9]. Devenu une référence mondiale du théâtre de rue, il attire chaque année plus de 100 000 personnes[10],[11].

- Les Rencontres du jeune théâtre européen (Grenoble, Isère), dont 2016 en a été la 28e édition avec la participation de seize compagnies venues de onze pays différents[12].

- Le Festival Coup de théâtre (Annecy, Haute-Savoie), se déroule chaque année la troisième semaine de septembre, pendant les Journées européennes du patrimoine. Créé en 2012 par Maud de Cointet et organisé par l’association Agitateurs de rêves, il a pour objectif de transmettre et de faire découvrir les grands textes du répertoire, en entrée libre et à ciel ouvert[13].
- Le Festival Au Bonheur des Mômes, Festival International de Spectacles Jeunes Publics (Grand-Bornand, Haute-Savoie) se déroule chaque année la dernière semaine d'août depuis 1992. Il rassemble de nombreux spectacles, ateliers et animations dédiés au jeune public[14].

- Le festival culturel pluridisciplinaire Nuits de Fourvière (Lyon, Rhône), né en 1946, présente chaque année du théâtre, de la danse, de la musique et du cinéma[15].

### Bourgogne-Franche-Comté
On trouve en région Bourgogne-Franche-Comté, Chalon dans la rue (Chalon-sur-Saône, Saône-et-Loire), un festival de théâtre de rue créé en 1987 et consacré à la création dans l'espace urbain. L'édition 2015 a reçu 200 000 personnes.

### Bretagne
Dans l'ouest de la France, en région Bretagne, on trouve :
- Côté Cour, Côté Plage (Porspoder, Finistère), festival de théâtre dont 2015 en a été la 3e édition[17] ;

- Mettre en scène (Rennes, Ille-et-Vilaine), festival consacré à la création rennaise et européenne et aux écritures nouvelles dont 2016 en a été le 20e édition[18] ;

- Eldorado (Lorient, Morbihan), festival de théâtre et de spectacles destiné à la jeunesse et aux adolescents, créé en 2017 et se déroulant au théâtre de Lorient[19].

### Centre-Val de Loire
En région Centre-Val de Loire, le Festival de théâtre en Val de Luynes (Indre-et-Loire), créé en 2004, présente des pièces classiques et contemporaines sur plusieurs sites en plein air.

### Grand Est
En région Grand Est :
- le Festival Premières accueille de jeunes metteurs en scène européens et se déroule alternativement à Strasbourg (France) et à Karlsruhe (Allemagne) depuis 2013[21] ;
- le festival HopHopHop (Metz, Moselle) est une manifestation de théâtre de rue dont 2016 en a été la 7e édition[22].

On y trouve aussi Rues et Cies (Épinal, Vosges), spectacles de rue pluridisciplinaires dont 2014 en a été la 31e édition, le festival les Écoles de Passages (Metz, Moselle), festival international de la jeune création du spectacle vivant (théâtre, cirque, marionnette…) qui lieu tous les deux ans les années paires depuis 2016, ainsi que le festival Passages (Metz, Moselle), festival international pluridisciplinaire (spectacles, concerts, exposition, lectures) consacré au spectacle vivant qui a lieu tous les deux les années impaires.

### Hauts-de-France
Dans les Hauts-de-France, le festival théâtral de Coye-la-Forêt (Oise) est l'un des plus anciens du nord de la France. Depuis 1982, il présente une quinzaine de spectacles et plus de vingt-cinq représentations pendant trois semaines. En 2014 et 2015, 6 000 spectateurs ont assisté au festival,.

### Île-de-France
En Île-de-France, au nord de Paris, le Festival théâtral du Val-d'Oise présente des pièces contemporaines et classiques, dans une programmation éclectique, représentées dans plusieurs villes du département par des compagnies venues de toute l'Europe. 2016 en a été sa 34e édition.
On trouve aussi dans la région plusieurs festivals pluridisciplinaires :
- Festival d'automne à Paris, festival artistique pluridisciplinaire (théâtre, musique, danse, arts plastiques, cinéma…) se tenant chaque année à Paris depuis 1972 dans plusieurs lieux (théâtre de l'Odéon, Centre Pompidou, théâtre Nanterre-Amandiers, théâtre du Châtelet, scène Watteau de Nogent-sur-Marne…)[27],[28],[1] ;
- Nous n'irons pas à Avignon (Vitry-sur-Seine, Val-de-Marne), festival datant de 1999 et proposant des spectacles mêlant théâtre, musique, danse, cirque et arts numériques[29] ;
- Le Mois Molière (Versailles, Yvelines), festival pluridisciplinaire de danse, théâtre, musique et cirque, créé en 1996, et réunissant en moyenne près de 100 000 spectateurs[30].

### Normandie
Viva Cité, à Sotteville-lès-Rouen, en Seine-Maritime, festival des arts de la rue.

### Nouvelle-Aquitaine
En région Nouvelle-Aquitaine le Festival des jeux du théâtre de Sarlat (Dordogne), festival de théâtre créé en 1952, présente chaque année des créations et des reprises de succès, soit une vingtaine de spectacles.
Le Festival de théâtre de Bellac, en Haute-Vienne, est créé en 1953 en hommage au dramaturge Jean Giraudoux décédé 9 ans plus tôt. Il prend place aujourd'hui au Théâtre du Cloître, scène conventionnée en 2006 par le Ministère de la Culture, mais aussi dans le centre-ville de la cité bellachonne durant le mois de juillet.
Dans le Lot-et-Garonne le Festival de Bonaguil-Fumel, lancé en 1962, est une manifestation initialement consacrée à la musique qui s'est tournée ensuite vers le théâtre. Ces représentations se déroulent au château de Bonaguil.
On trouve également dans la région le Festival des francophonies en Limousin (Limoges, Haute-Vienne), festival artistique pluridisciplinaire de théâtre, danse, musique et autres arts, créé en 1984 et dont 2016 en a été la 33e édition.

### Occitanie
Dans le sud de la France, en région Occitanie, on y trouve de nombreux festivals :
- Villeneuve en scène (Villeneuve-lès-Avignon, Gard), manifestation de spectacles vivants en marge du In d'Avignon, situé de l'autre côté du Rhône[34] ;

- Les Estivades de Colomiers (Haute-Garonne), festival de théâtre amateur créé en 2008[35] ;

- Festival de Gavarnie (Hautes-Pyrénées), festival de théâtre fondé en 1985 présentant une création artistique en haute montagne, au pied du cirque de Gavarnie[36] ;

- Festi'Lune (Lunel, Hérault), festival de théâtre amateur dont 2016 en a été le 15e édition[37] ;
- Festival théâtre en liberté (Montferrier-sur-Lez, Hérault), festival de théâtre situé au nord de Montpellier, créé en 2011 et dont 2016 en a été la sixième édition[38] ;

- Festival de théâtre de Figeac (Lot), manifestation présentant une trentaine de représentations dans différents lieux de la ville, et dont 2017 en est la 17e édition[39] ;

- Estivales de Perpignan (Pyrénées-Orientales), manifestation théâtrale créée dans les années 1990 et disparu en 2015. À la fin des années 2010 il comptait 70 spectacles et près de 50 000 spectateurs[40],[41].

On y trouve aussi :
- le Festival de Carcassonne (Aude), festival pluridisciplinaire présentant de l'opéra, du théâtre, de la danse et de la musique, en une centaine de spectacles[42] ;

- le Cratère Surface (Alès, Gard), festival consacré aux arts de la rue créé en 1999, et se tenant sur quatre communes. 2015 en a été sa 17e édition[43] ;

- le Printemps des comédiens (Montpellier, Hérault), festival pluridisciplinaire de théâtre et de spectacle vivant créé en 1986, dont 2017 en est sa 31e édition, présentant du théâtre, de la danse, du cirque et de la musique[44].

### Pays de la Loire
En région Pays de la Loire, deux festivals se déroulent sur plusieurs sites de leur département, le festival d'Anjou et les Nuits de la Mayenne.
- Le Festival d'Anjou (Le Plessis-Macé, Maine-et-Loire) est un festival de théâtre se déroulant au Plessis-Macé ainsi que sur plusieurs sites historiques du département, dont les débuts remontent à 1950. Il réunit environ 23 000 spectateurs par an au début des années 2010[5].
- Les Accroche-Cœurs, festival de théâtre de rue se déroulant à Angers (Maine-et-Loire) depuis 1999, et réunissant plus de 200 000 personnes[45],[46].

- Les Nuits de la Mayenne, festival de théâtre créé en 1973, se déroulent sur plusieurs sites patrimoniaux de la Mayenne. 2014 en a été la 41e édition[47].

On trouve aussi dans la région le festival Les Affranchis (La Flèche, Sarthe), manifestation créée en 1993 et consacrée aux arts de la rue.

### Provence-Alpes-Côte d'Azur
En région Provence-Alpes-Côte d'Azur on trouve le plus ancien festival de théâtre de France encore en activité, le Festival d'Avignon. Viendront ensuite le « off », le Festival des Tragos, le Théâtre In Situ, et Auribeau-sur-Scène.
- Auribeau-sur-Scène (Auribeau-sur-Siagne, Alpes-Maritimes), festival de théâtre dont 2017 en est la sixième édition[49].

- Festival d'Avignon (Vaucluse), la plus importante manifestation de théâtre et de spectacle vivant en Europe et dans le monde; née en 1947. En 2016, les 63 spectacles de la 70e édition attirent 120 000 spectateurs[4],[50].
- En parallèle du festival d'Avignon se déroule le Festival Off d'Avignon (Vaucluse), festival alternatif de théâtre et du spectacle vivant depuis 1966[51].

- Festival des Tragos (Cavalaire-sur-Mer, Var), festival de théâtre dont 2015 en a été le 39e édition[52].
- Théâtre In Situ (Carqueiranne, Var), festival de théâtre dont 2015 en a été la seizième édition[53].
- Festival de théâtre de Roquebrune-Cap-Martin (Alpes-Maritimes) au château du village, manifestation créée en 1974 dont la 46e édition s'est déroulée en 2020. En 1996, un festival de danse a été associé à celui du théâtre. Ce festival se déroule fin juillet, début août.[réf. nécessaire]

On trouve aussi :
- le Festival de Marseille (Bouches-du-Rhône), festival pluridisciplinaire de danse et d'arts multiples (danse, musique, théâtre, cinéma et expositions) créé en 1996[54] ;
- le Festival de Ramatuelle (Var), festival pluridisciplinaire d'arts scéniques créé en 1985[55].

Le Festival international d'art lyrique d'Aix-en-Provence (Bouches-du-Rhône) se déroule dans cette même région.

## Festivals de théâtre connus

### Allemagne
En Allemagne, une cinquantaine de festivals de théâtre se déroulent chaque année. Les principaux sont le festival de Bad Hersfeld (1951), le Berliner Theatertreffen (1964), ou le Théâtre du Monde (1981).
Le Théâtre du Monde (de) est un festival international de théâtre se déroulant tous les trois ans dans une ville différente depuis 1981. L'édition 2017 s'est déroulée à Hambourg.

### Australie
En Australie, un festival international est créé dans les années 1960 à Adélaïde, suivi ensuite par le festival de Sydney. D'autres festivals y voient également le jour au début des années 2000.
Le Festival de théâtre Anywhere (en) (Brisbane, Queensland), dont la première édition date de 2011, est un festival annuel de théâtre basé à Brisbane et dont la particularité est d'être représenté en dehors des salles de théâtre traditionnelles.
On y trouve aussi le Festival des arts d'Adélaïde (en) (Adélaïde, Australie-Méridionale), festival pluridisciplinaire créé en 1960 devenu une importante manifestation à portée internationale.

### Autriche
En Autriche, on y trouve le Festival Reichenau (de), un festival de théâtre qui a lieu chaque année depuis 1988, et le Festival international de théâtre Schäxpir (de), un festival de théâtre pour jeunes publics se déroulant tous les deux ans depuis 2002.
Côté manifestations pluridisciplinaires on trouve le Festival de Salzbourg, consacré à l'opéra, au théâtre et à la musique classique, se déroule chaque mois d'août depuis 1920 à Salzbourg, ainsi que la Scène Salzbourg (de), un festival international annuel de théâtre et de danse donné dans la ville de Salzbourg depuis 1971, le Wiener Festwochen, un festival culturel annuel se déroulant à Vienne où sont présentées des productions de théâtre, d'opéra et de danse.

### Belgique
En Belgique, un festival est créé en 1958 par Robert Maréchal, le festival Jeune Théâtre, qui deviendra ensuite le Festival de Liège, suivi en 1959 par le Festival de Spa, de l'été théâtral de Villers-la-Ville en 1987, et du Kunstenfestival des Arts en 1994.
Créé en 1987, l'été théâtral de Villers-la-Ville (Wallonie) est une manifestation théâtrale se déroulant sur le site de l'abbaye, dont 2016 en a été la 30e édition.
Les festivals pluridisciplinaires :
- KunstenFestivalDesArts (Bruxelles), festival pluridisciplinaire de théâtre, danse, performance, cinéma, arts plastiques créé en 1994, consacré à la création contemporaine et conçu depuis son origine comme un projet bilingue[62] ;
- Festival de Liège (Liège, Wallonie), festival pluridisciplinaire bisannuel de danse, théâtre et musique, dont 2015 en était sa huitième édition, et qui fait suite au festival Jeune Théâtre créé en 1958[63],[60],[1] ;
- Festival XS (Bruxelles), festival pluridisciplinaire né en 2011 et consacré à la forme courte en théâtre, danse, cirque, théâtre de marionnettes et d'objets[64].

### Bénin
Au Bénin, pays d'Afrique occidentale, le Festival international de théâtre du Bénin (FITHEB) est une manifestation dont la première édition date de 1991.

### Brésil
On trouve au Brésil plusieurs formes de festivals de théâtre.
- Festival de théâtre de Curitiba (pt) (Curitiba, Sud), festival de théâtre créé en 1992, et dont 2015 en a été la 25e édition, devenu une référence dans les arts du spectacle au Brésil[66],[67].
- Festival Internacional de Artistas de Rua (Bahia, Nordeste), festival de rue se déroulant dans plusieurs villes du pays[68].
- Festival international de Londrina (Londrina, Sud), festival pluridisciplinaire de théâtre, danse, cirque et musique, dont 2016 en a été la 48e édition[69].
- Festival international de théâtre d'Angra (pt) (FITA), dont la première édition a eu lieu en 2004.
- Festival d'art dramatique de Sâo Paulo, dont les débuts remontent à 2005.
- Festival de théâtre indépendant de Santa Maria, événement annuel se déroulant depuis 2008.
- Festival de théâtre national de Presidente Prudente (pt) (FENTEPP), réalisé depuis 1985 pour répondre à la demande de production de l'État.
- Festival national de théâtre amateur de Ponta Grossa (pt) (FENATA), dont les débuts remontent à 1973.
- Ainsi que le Festival international de théâtre et de rue de Belo Horizonte (pt), Festival de théâtre Isnard Azevedo (pt), le Spectacle national de théâtre de Sertãozinho (pt), et la Campagne de vulgarisation du théâtre et de la danse de Minas Gerais, festival annuel de théâtre et de danse dont 2009 en a été la 35e édition.

### Burkina Faso
Le Festival international de théâtre et de marionnettes de Ouagadougou (Fitmo) est un festival biennal créé en 1989.

### Canada
Au Canada, Tom Patterson crée en 1947 le Festival de Stratford du Canada, manifestation se déroulant en Ontario, et dont la renommée devient ensuite internationale. Après les festivals de Niagara-on-the-Lake et de Blyth, au milieu des années 1980 naît à Montréal le Festival de théâtre des Amériques, rebaptisé ensuite le Festival TransAmériques.
- Festival de Stratford du Canada (Stratford, Ontario), festival de théâtre fondé en 1952[71], dénommé Stratford Shakespearean Festival of Canada de 2009 à 2012[73].
- Shaw festival (en) (Niagara-on-the-Lake, Ontario), festival international de théâtre créé en 1962[74].
- Festival de Blyth (en) (Blyth, Ontario), festival créé en 1975, et consacré aux pièces canadiennes[75].
- Festival TransAmériques (Montréal, Québec), festival de théâtre et de danse depuis 2007, succédant au festival de théâtre des Amériques, évènement biennal créé en 1985[72],[1].
- Festival de théâtre Magnetic North (en) (Niagara-on-the-Lake, Ontario), festival de théâtre de pièces contemporaines canadiennes fondé en 2002[76].

### Chili
Au Chili, on trouve deux principaux festivals de théâtre :
- le Festival Cielos del Infinito (es) est un festival international des arts du spectacle présentant depuis 2008 des œuvres d'Amérique latine et d'Europe, des ateliers et des conférences sur le théâtre. Il se déroule en Patagonie ;
- Santiago a Mil (es) est un festival international d'arts scéniques existant depuis 1994. Il se déroule tous les ans à Santiago au mois de janvier.

### Chypre
Le Festival international de théâtre de grec antique de Chypre est un festival annuel de théâtre organisé par l'Institut international de théâtre de Chypre et dont les débuts remontent à 1996.

### Colombie
La Colombie héberge l'un des festivals les plus anciens d'Amérique latine, le festival de Manizales.
- Le Festival international de théâtre de Manizales (es) (Manizales, Caldas), créé en 1968, est le plus ancien festival de théâtre d'Amérique latine[77].
- Le Festival international de théâtre de Bogota (es) (Bogota, Cundinamarca) est une manifestation bisannuelle consacrée aux arts du spectacle, créée en 1988 à l'occasion du 450e anniversaire de la fondation de Bogota[78].

### États-Unis
Plusieurs manifestations se déroulent périodiquement aux États-Unis, comme dans l'Oregon depuis 1935 ou au Massachusetts depuis 1955.
- Festival Shakespeare de l'Oregon (en) (Ashland, Oregon), festival né en 1935. Initialement consacré au canon shakespearien, d'autres pièces ont ensuite été ajoutées au répertoire[79].
- Festival de théâtre de Williamstown (en) Williamstown, Massachusetts), festival fondé en 1955 réunissant chaque été des professionnels d'art dramatique pour la production de pièces classiques ou nouvelles[80].
- Festival de théâtre américain contemporain (en) (Shepherdstown, Virginie-Occidentale), manifestation annuelle créée en 1991 et devenue un rendez-vous reconnu[81].
- Festival de théâtre solo (en) (New York, État de New York), créé en 2010, les représentations se font seul sur scène[82].
- Festival international de comédie (en) (Lincoln, Nebraska), semaine rassemblant des clubs de théâtre et des troupes de comédiens[83].

On y trouve aussi la conférence annuelle de théâtre américain se déroulant à Valdez (Alaska), Last Frontier Theatre Conference (en), avec lectures de pièces et ateliers, et le forum consacré aux nouvelles pièces américaines se déroulant à Costa Mesa, Pacific Playwrights Festival (en), avec lectures et table ronde, ainsi que le Shakespeare Theatre of New Jersey (en) Madison (New Jersey), compagnie de théâtre consacrée aux œuvres de Shakespeare se produisant dans plusieurs villes.

### Finlande
Festivals de théâtre de Finlande :
- le Festival Baltic Circle (fi), festival international annuel de théâtre contemporain se déroulant à Helsinki, capitale de ce pays d'Europe du Nord ;
- le Festival de théâtre de Tampere (fi), lancé en 1969 c'est l'un des plus anciens festivals de théâtre annuel des pays nordiques.

### Géorgie
En Géorgie, pays d'Europe de l'Est et d'Asie, le Festival international de théâtre de Tbilissi est un festival international de théâtre se déroulant dans la capitale.

### Grèce
En Grèce, le Festival Olympus (el) est un festival annuel de théâtre et de musique, grand événement annuel du nord de la Grèce.

### Hongrie
Le festival Budapest Fringe est une manifestation pluridisciplinaire hongroise de théâtre alternatif, danse, musique et comédie.

### Inde
Le Bharat Rang Mahotsav (pa) est un festival national de théâtre d'Inde créé en 1999 et reconnu comme l'un des plus grands festivals de théâtre d'Asie. On y trouve aussi le Festival de théâtre hindou Metroplus , lancé en 2005 à Chennai, le Festival de théâtre Guwahati, le Festival international de théâtre du Kerala, le Festival du théâtre de la jeunesse de Kolkata, le Patliputra Natya Mahotsav, le Festival de théâtre Qadir Ali Baig, et Ramman, un festival de théâtre rituel de la région de Garhwal.

### Iran
En Iran, le Festival international de théâtre Fajr (fa), fondé en 1983, est un festival dont une partie se déroule au théâtre municipal de Téhéran.

### Irlande
En Irlande, le Festival de théâtre de Dublin (en) (Dublin, Leinster), est un festival de théâtre créé en 1957 ayant pour double objectif de promouvoir la création irlandaise et de présenter des spectacles étrangers,.
On y trouve également le Spraoi Festival, festival de musique et de théâtre de rue, et le Festival international de théâtre gai de Dublin (en) fondé en 2004 à l'occasion du 150e anniversaire de la naissance d'Oscar Wilde.

### Israël
En Israël, le Festival du théâtre alternatif israélien d'Acre (he) est un festival du théâtre alternatif israélien d'Acre qui se tient chaque année au début de l'automne.

### Italie
On trouve en Italie le Napoli Teatro festival Italia (Naples, Campanie), créé en 2008, festival de théâtre visant à valoriser le théâtre européen. En 2009 il présente une quarantaine de spectacles, dont 13 productions et 8 coproductions, et reçoit 72 000 spectateurs et 3 000 artistes de 23 pays,.

### Japon
Le Japon organise de nombreux festivals de théâtre. Un grand festival de théâtre nô s'y déroule chaque année en février, le Festival Kurokawa nō à Tsuruoka (Tōhoku), où sont données des représentations selon une tradition remontant au XVe siècle,.

### Mexique
Au Mexique, le Festival international Cervantino (es) met l'accent sur les créations littéraires en langue espagnole avec des spectacles variés d'opéra, de musique et danse, de théâtre, etc.

### Monaco
À Monaco, le Mondial du théâtre est un festival mondial du théâtre amateur créé en 1957.

### Nouvelle-Zélande
En Nouvelle-Zélande :
- Soupe Couch (en), mini-festival de pièces d'une page ayant débuté en 1997 ;
- Festival Dunedin Fringe (en), festival de théâtre parallèle de onze jours qui se tient chaque mois de mars à Dunedin depuis 2000.

### Pays-Bas
Aux Pays-Bas, le festival de rue, le Scrooge festival (nl), est organisé depuis 2009.

### Pologne
En Pologne, le Festival international de théâtre francophone pour étudiants, plateforme européenne de la dramaturgie francophone contemporaine, festival de théâtre créé en 2014. Cette même ville organise le Malte Festival de Poznań (pl) à Poznań (Grande-Pologne), créé en 1991, qui présente un programme international de théâtre, musique, danse et cinéma.
Plusieurs festivals se déroulent aussi à Szczecin (Poméranie occidentale), dont une revue nationale de formes courtes de théâtre (Przegląd Teatrów Małych Form Kontrapunkt) depuis 1966, et un festival international des artistes de rue (Międzynarodowy Festiwal Artystów Ulicy Spoiwa Kultury) depuis 1999. On y trouve aussi le Réunions du théâtre de Lodz (pl), l'un des festivals de théâtre alternatif les plus importants de Pologne dont les débuts remontent aux années 1960.

### Portugal
Au Portugal, le festival de théâtre Citemor (pt), dont les débuts remontent à 1974 et 1978.

### Roumanie
En Roumanie, le Festival international de théâtre de Sibiu (ro) (Sibiu, Transylvanie), créé en 1993, est l'une des plus importantes manifestations de spectacle vivant du pays.

### Royaume-Uni
Au Royaume-Uni, le Festival international d'Édimbourg apparaît en 1947 et devient l'un des plus grands festivals de spectacle vivant.
- Festival international d'Édimbourg (Édimbourg, Écosse), festival artistique pluridisciplinaire inauguré en 1947 par un groupe de personnalités britanniques et écossaises, programmant de grands noms de la scène en mêlant théâtre, danse et musique classique[96],[97],[1].
- Edinburgh Festival Fringe (Édimbourg, Écosse), festival Off né en 1947 en même temps que le festival international, qui accueille des artistes et des troupes venant de tout le monde anglo-saxon, et qui était au début des années 2010 un important marché du spectacle vivant[97].

Également, Stockton International Riverside Festival (en) (Stockton-on-Tees, Angleterre), festival annuel des arts créé en 1988.

### Russie
En Russie, un festival international de théâtre voit le jour en 1992, le festival Tchekhov (Moscou). Il deviendra la plus grande rencontre théâtrale de Russie,.
On y trouve aussi le Masque d'or (Moscou), festival pluridisciplinaire de théâtre, d'opéra, de danse et de marionnettes, créé en 1994.

### Serbie
En Serbie, le Festival international de théâtre de Belgrade (Bitef) est un festival de théâtre et de danse contemporaine créé dans les années 1960, ce qui en fait l'un des plus anciens festivals européens,.
Autres festivals de théâtre serbes :
- Sterijino pozorje (sr), festival de théâtre annuel organisé depuis 1956 au Théâtre national serbe de Novi Sad ;
- JoakimFest, festival de théâtre créé en 2004 ;
- JoakimInterFest (Kragujevac), festival de théâtre ayant vu le jour deux ans plus tard.

### Suisse
En Suisse :
- Spectacle de théâtre zurichois (de) (Zurich), festival international de théâtre créé en 1980 ;
- Aua wir leben (de) (Bern), festival international de théâtre fondé en 1982.

Également, plusieurs festivals pluridisciplinaires comme La Bâtie-Festival de Genève (musique, danse, théâtre) ou le Festival de Zurich (opéra, théâtre, concerts).

### Tchéquie
En Tchéquie, pays d'Europe centrale, le Febiofest (cs) (Prague), festival de théâtre alternatif créé en 2005.

### Turquie
En Turquie, Festival international de théâtre d'Adana (tr) (Adana) depuis 1999.

### Ukraine
En Europe de l'Est, en Ukraine, on trouve le Festival de théâtre francophone, dont la douzième édition, en 2016, s'est déroulée à Odessa.